# Хопатконг (Њу Џерзи)
Хопатконг (енгл. Hopatcong) град је у америчкој савезној држави Њу Џерзи.

## Демографија
По попису из 2010. године број становника је 15.147, што је 741 (-4,7%) становника мање него 2000. године.
| Група             | 2000.          | 2010.          |
| Белци             | 14.144 (89,0%) | 12.490 (82,5%) |
| Афроамериканци    | 310 (2,0%)     | 441 (2,9%)     |
| Азијати           | 286 (1,8%)     | 341 (2,3%)     |
| Хиспаноамериканци | 952 (6,0%)     | 1.714 (11,3%)  |
| Укупно            | 15.888         | 15.147         |